# Синхронне плавання на літніх Олімпійських іграх 2016 — дуети
Змагання з синхронного плавання на серед дуетів на Олімпіаді 2016 року проходили від 14 до 16 серпня у Водному парку імені Марії Ленк.

## Розклад змагань
| Дата           | Стадія                         |
| -------------- | ------------------------------ |
| 14 серпня      | Попередня довільна програма    |
| 15 серпня 2016 | Попередня обов'язкова програма |
| 16 серпня 2016 | Фінальна довільна програма     |

## Результати

### Кваліфікація
| Місце | Країна                | Спортсменки                                      | Обов'язкова програма | Довільна програма | Загалом  |
| ----- | --------------------- | ------------------------------------------------ | -------------------- | ----------------- | -------- |
| 1     | Росія (RUS)           | Наталія Іщенко і Світлана Ромашина               | 96.4577              | 98.0667           | 194.5244 |
| 2     | Китай (CHN)           | Хуан Сюечень і Сунь Веньянь                      | 95.3688              | 96.0667           | 191.4355 |
| 3     | Японія (JPN)          | Юкіко Інуі і Рісако Міцуї                        | 93.1214              | 94.4000           | 187.5214 |
| 4     | Україна (UKR)         | Лоліта Ананасова і Анна Волошина                 | 93.1358              | 93.5333           | 186.6691 |
| 5     | Іспанія (ESP)         | Она Карбонелл і Хемма Менгуаль                   | 92.5024              | 93.7667           | 186.2691 |
| 6     | Італія (ITA)          | Лінда Черруті і Констанца Ферро                  | 90.4412              | 91.1333           | 181.5745 |
| 7     | Канада (CAN)          | Жаклін Сімоно і Карін Томас                      | 89.2916              | 90.0667           | 179.3583 |
| 8     | Франція (FRA)         | Марго Кретьєн і Лаура Оже                        | 86.2824              | 86.8667           | 173.1491 |
| 9     | США (USA)             | Аніта Альварес і Марія Корольова                 | 86.4612              | 86.4333           | 172.8945 |
| 10    | Греція (GRE)          | Евеліна Папазоглу і Євангелія Платаніоті         | 85.3550              | 86.1000           | 171.4550 |
| 11    | Мексика (MEX)         | Карем Ачач і Нурія Діосгадо Гарсія               | 84.9268              | 85.7333           | 170.6601 |
| 12    | Австрія (AUT)         | Анна-Марія Александрі і Ейріні-Марина Александрі | 85.0637              | 85.2667           | 170.3304 |
| 13    | Бразилія (BRA)        | Луїса Боржес і Дуда Міккусі                      | 83.3008              | 84.0333           | 167.3341 |
| 14    | Швейцарія (SUI)       | Софі Гігер і Саша Краус                          | 83.3366              | 83.5667           | 166.9033 |
| 15    | Казахстан (KAZ)       | Олександра Неміч і Катерина Неміч                | 81.4686              | 81.4000           | 162.8686 |
| 16    | Колумбія (COL)        | Естефанія Альварес і Моніка Аранго               | 80.3363              | 80.4667           | 160.8030 |
| 17    | Велика Британія (GBR) | Кеті Кларк і Олівія Федерічі                     | 80.7650              | 79.9667           | 160.7317 |
| 18    | Чехія (CZE)           | Альжбета Дуфкова і Сона Бернардова               | 80.0640              | 80.5333           | 160.5973 |
| 19    | Аргентина (ARG)       | Етель Санчес і Софія Санчес                      | 79.4829              | 79.8333           | 159.3162 |
| 20    | Ізраїль (ISR)         | Анастасія Глушков і Євгенія Тетельбаум           | 79.4488              | 78.9000           | 158.3488 |
| 21    | Білорусь (BLR)        | Ірина Лиманівська і Вероніка Єсіпович            | 78.9913              | 79.0000           | 157.9913 |
| 22    | Словаччина (SVK)      | Надя Даабусова і Яна Лабатова                    | 78.3607              | 77.7000           | 156.0607 |
| 23    | Єгипет (EGY)          | Самія Ахмед і Дара Хассаніен                     | 76.5306              | 77.6000           | 154.1306 |
| 24    | Австралія (AUS)       | Нікіта Пабло і Роуз Стекпоул                     | 73.6360              | 74.7667           | 148.4027 |

### Фінал
| Місце | Країна        | Спортсменки                                      | Обов'язкова програма | Довільна програма | Загалом  |
| ----- | ------------- | ------------------------------------------------ | -------------------- | ----------------- | -------- |
| 1     | Росія (RUS)   | Наталія Іщенко і Світлана Ромашина               | 96.4577              | 98.5333           | 194.9910 |
| 2     | Китай (CHN)   | Хуан Сюечень і Сунь Веньянь                      | 95.3688              | 97.0000           | 192.3688 |
| 3     | Японія (JPN)  | Юкіко Інуі і Рісако Міцуї                        | 93.1214              | 94.9333           | 188.0547 |
| 4     | Україна (UKR) | Лоліта Ананасова і Анна Волошина                 | 93.1358              | 94.0000           | 187.1358 |
| 5     | Іспанія (ESP) | Она Карбонелл і Хемма Менгуаль                   | 92.5024              | 94.1333           | 186.6357 |
| 6     | Італія (ITA)  | Лінда Черруті і Констанца Ферро                  | 90.4412              | 92.3667           | 182.8079 |
| 7     | Канада (CAN)  | Жаклін Сімоно і Карін Томас                      | 89.2916              | 90.6000           | 179.8916 |
| 8     | Франція (FRA) | Марго Кретьєн і Лаура Оже                        | 86.2824              | 87.9667           | 174.2491 |
| 9     | США (USA)     | Аніта Альварес і Марія Корольова                 | 86.4612              | 87.5333           | 173.9945 |
| 10    | Греція (GRE)  | Евеліна Папазоглу і Євангелія Платаніоті         | 85.3550              | 86.5000           | 171.8550 |
| 11    | Мексика (MEX) | Карем Ачач і Нурія Діосгадо Гарсія               | 84.9268              | 86.0667           | 170.9935 |
| 12    | Австрія (AUT) | Анна-Марія Александрі і Ейріні-Марина Александрі | 85.0637              | 85.5333           | 170.5970 |